# Єврохокейтур 2020–2021
Єврохокейтур 2020–2021 (англ. Euro Hockey Tour 2020–2021) — 25-ий міжнародний хокейний турнір, складається з чотирьох турнірів: Кубка Кар'яла, Кубка Першого каналу, Шведських хокейних ігор та Чеських хокейних ігор. Проводиться традиційно між чотирма національними збірними: Росії, Фінляндії, Чехії та Швеції.

## Турніри

### Кубок Кар'яла
Матчі турніру пройшли з 5 по 8 листопада 2020 в столиці Фінляндії Гельсінкі.

### Кубок Першого каналу
Матчі турніру пройшли з 17 по 20 грудня 2020 в столиці Росії Москві.

### Шведські хокейні ігри
Матчі турніру пройшли з 11 по 14 лютого 2021 в Мальме (Швеція).

### Чеські хокейні ігри
Матчі турніру пройшли з 12 по 15 травня 2021 в столиці Чехії Празі.

## Підсумкова таблиця Євротуру
| Поз | Команда   | М  | В | ВО | ПО | П | ГЗ | ГП | Різ | О  |
| --- | --------- | -- | - | -- | -- | - | -- | -- | --- | -- |
| 1   | Росія     | 12 | 7 | 3  | 0  | 2 | 43 | 27 | +16 | 27 |
| 2   | Чехія     | 12 | 5 | 1  | 2  | 4 | 30 | 29 | +1  | 19 |
| 3   | Швеція    | 12 | 3 | 1  | 4  | 4 | 28 | 32 | −4  | 15 |
| 4   | Фінляндія | 12 | 3 | 1  | 0  | 8 | 23 | 36 | −13 | 11 |